# Dasyscelus dilatatus
Dasyscelus dilatatus är en insektsart som beskrevs av Brunner von Wattenwyl 1895. Dasyscelus dilatatus ingår i släktet Dasyscelus och familjen vårtbitare. Inga underarter finns listade i Catalogue of Life.